# Байкеры (фильм, 2004)
«Ба́йкеры» (хинди धूम, дословный перевод «Шум») — индийский фильм 2004 года режиссёра Санджая Гадхви. Первый фильм трилогии Dhoom. В следующие годы вышло два продолжения — «Байкеры 2: Настоящие чувства» и «Байкеры 3», 2006 и 2013 годов соответственно. Планируется также выход четвёртой части франшизы.

## Сюжет
Полиция Мумбаи имеет дело с бандой, которая после каждого ограбления скрывается на мощных мотоциклах. Али, находчивого и недобросовестного мотодилера, быстро начали подозревать. Но в то время, как Джай Диксит, помощник комиссара, его допрашивает, совершается новое ограбление. Джай обещает Али закрыть глаза на его правонарушения, если он согласен предоставить полиции свои навыки в вождении мотоцикла для поимки банды. Однако тот, увлекшись красавицей Шиной, проваливает дело. Разозлившись, Джай прогоняет Али, и того берет в оборот лидер банды грабителей.

## В ролях
- Абхишек Баччан — офицер Джай Диксит
- Удай Чопра — Али Акбар Фатех-Хан
- Джон Абрахам — Кабир, главарь банды
- Эша Деол — Шина
- Рими Сен — Свити Диксит, жена Джая
- Манодж Джоши — офицер Шекхар Камал

## Саундтрек
| №  | Название                       | Исполнитель                                       | Длительность |
| -- | ------------------------------ | ------------------------------------------------- | ------------ |
| 1. | «Dhoom Machale»                | Сунидхи Чаухан                                    | 6:17         |
| 2. | «Dilbar Shikdum»               | Шаан, Шрея Гхошал                                 | 5:29         |
| 3. | «Dilbara»                      | Абхиджит Бхаттачария, Совмья Раох                 | 4:38         |
| 4. | «Salaame Salaame»              | Кунал Ганджавала, Васундхара Дас                  | 5:19         |
| 5. | «Dilbar Shikdum (Bedroom Mix)» | Кей Кей, Гаятри Ганджавала                        | 4:21         |
| 6. | «Dilbara - Reprise»            | Абхиджет Бхаттачария, Совмья Раох, Абхишек Баччан | 4:38         |
| 7. | «Dhoom Dhoom»                  | Тата Янг                                          | 3:27         |

## Награды
Filmfare Awards
- Лучший монтаж — Рамешвар С. Бхагат[1]
- Лучший звук — Дварак Варриер[1]

IIFA Awards
- Лучшее исполнение отрицательной роли — Джон Абрахам[2]

Zee Cine Awards
- Лучшее исполнение отрицательной роли — Джон Абрахам[3]
- Лучший женский закадровый вокал — Сунидхи Чаухан[3]
- Лучший трек года — «Dhoom Machale»[3]